# Palazzo INA (Potenza)
Il Palazzo dell'INA è un palazzo di Potenza, ubicato in piazza Mario Pagano.

## Storia
L'architetto Mario De Renzi, importante personalità dell'architettura moderna italiana durante il ventennio fascista, venne incaricato della progettazione di questo palazzo direttamente dall'Istituto Nazionale Assicurazioni nella seconda metà degli anni trenta, quando egli era all'apice della sua carriera professionale. Mussolini in persona si interessò dell'opera, comunicando nel 1936 al Prefetto di Potenza di aver ricevuto rassicurazioni circa la velocità di completamento dei lavori direttamente dal presidente dell'INA. La costruzione come oggi è visibile venne completata nel 1937; nell'Archivio Storico del Comune di Potenza è conservata, insieme al progetto effettivamente realizzato, una variante progettuale leggermente diversa per quanto riguarda la facciata, la forma delle scale e la funzionalità, dato che inizialmente era stato pensato anche di destinare parte della struttura ad albergo.
Nel 1940 tra i locali commerciali ospitati nel porticato del palazzo si trasferì lo storico Gran Caffè Italia, che è tutt'oggi attivo nello stesso luogo.

## Architettura
Il palazzo occupa con la sua mole notevole il lato meridionale di piazza Mario Pagano, su cui si affaccia anche un porticato a doppia altezza, collocato nella facciata principale. Una parte dell'edificio scende fino ad una quota di 5 metri inferiore al livello della piazza e presenta una base quadrata, mentre i restanti cinque piani hanno una pianta a forma di H che definisce due corti aperte che si affacciano sui bassi vicoli laterali. Il prospetto principale comprende anche una balconata aggettante su via Pretoria, il corso principale del centro storico, oltre ad una serie regolare di aperture quadrate per le finestre.
L'edificazione del palazzo dell'INA comportò una ristrutturazione urbanistica di piazza Mario Pagano, che andava così ad assumere pressappoco il suo assetto attuale, con la scomparsa del vicolo Portamendola e la modifica dell'area alle spalle della Piazza, precedentemente occupata dalla Cappella di S. Giuseppe.